# Ліханов Вадим Юрійович
Вадим Юрійович Ліханов — солдат Збройних сил України, учасник російсько-української війни, що відзначився під час російського вторгнення в Україну в 2022 році.

## Життєпис
Вадим Ліханов народився на Кременеччині Тернопільської області. Військову службу несе в складі 130-го окремого розвідувального батальйону.

## Нагороди
- орден «За мужність» III ступеня (2022) — за особисту мужність і самовіддані дії, виявлені у захисті державного суверенітету та територіальної цілісності України, вірність військовій присязі.